# Atmósfera de Plutón

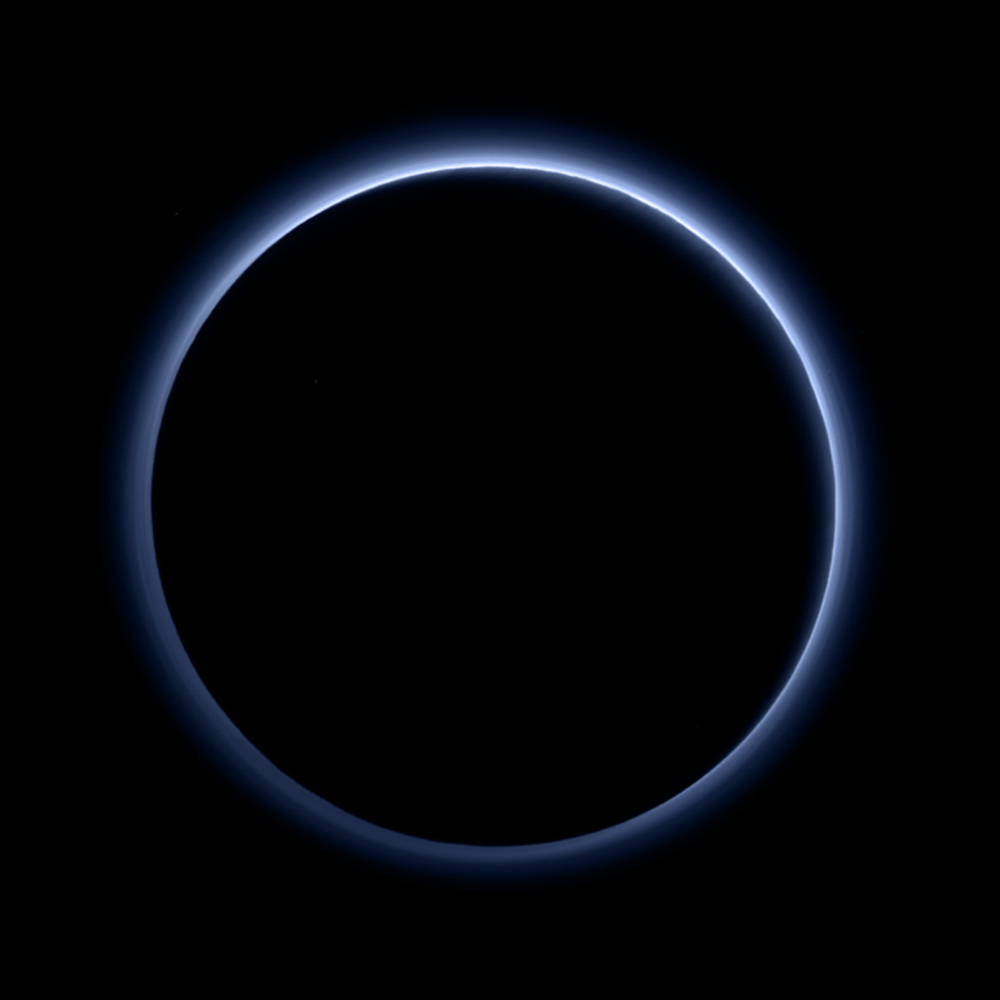
La toma de partida de Plutón por New Horizons, mostrando la atmósfera de Plutón retroiluminada por el Sol. El color azul es lo más cercano que un ojo humano habría visto, y es causado por las capas de neblinas en la atmósfera.

La atmósfera de Plutón es la tenue capa de gases que rodea a Plutón. Se compone principalmente de nitrógeno (N2), con pequeñas cantidades de metano (CH4) y monóxido de carbono (CO), los cuales son vaporizados por sus hielos que se encuentran en la superficie de Plutón. Contiene capas de neblina, consiste probablemente en compuestos más pesados que se forman a partir de estos gases, debido a radiación de alta energía. La atmósfera de Plutón es notable por sus fuertes cambios estacionales, y que no son causados por las peculiaridades de la rotación orbital y axial de Plutón.
La presión de la atmósfera de Plutón en su superficie, medido por New Horizons en 2015, es de alrededor de 1 Pa (10 µbar), aproximadamente 100 000 veces menor que la presión atmosférica de La Tierra. La temperatura en la superficie es de 40 a 60 K, pero crece rápidamente con la altitud debido a que el metano genera un efecto invernadero en su atmósfera. Cerca de la altitud de 30 km suele llegar a 110 K, y luego disminuye lentamente.
Plutón es el único objeto trans-neptuniano conocido con una atmósfera. Su análogo más cercano es la atmósfera de Tritón, aunque en algunos aspectos se asemeja incluso con la atmósfera de Marte.
La atmósfera de Plutón ha sido estudiada desde la década de 1980 desde la Tierra, basado en la observación de ocultaciones de estrellas por Plutón y la espectroscopia. En 2015, fue estudiado de cerca por la nave espacial New Horizons.

## Composición

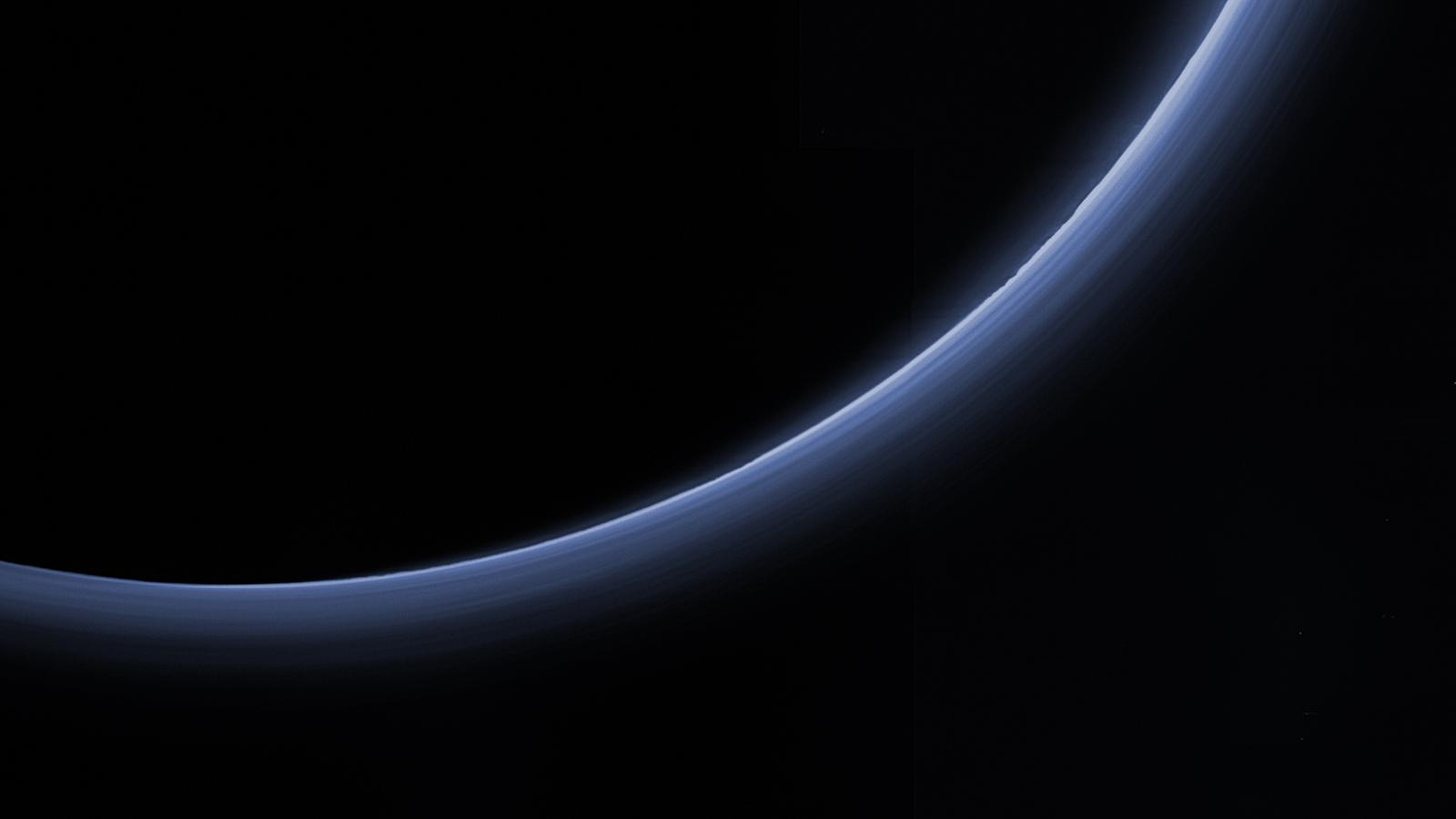
Bandas de neblinas azules en la atmósfera de Plutón(color verdadero, aproximadamente)

El componente principal de la atmósfera de Plutón es el nitrógeno. El contenido de metano, de acuerdo a las mediciones por Nuevos Horizontes, es del 0,25 % (en observaciones realizadas desde la Tierra sugieren acerca de 0.4–0.6 % en 2008 y un 0,3–0,4 % en el 2012). Para el monóxido de carbono, las estimaciones basadas desde la Tierra son de 0,025–0.15 % (2010) y 0.05–0.075 % (2015). Bajo la influencia de radiación cósmica de alta energía, estos gases reaccionan para formar compuestos más complejos (no volátiles a temperaturas de la superficie de Plutón,), incluyendo etano (C2H6), etileno (C2H4), acetileno (C2H2), más pesados hidrocarburos y nitrilos y cianuro de hidrógeno (HCN) (cantidad de etileno es acerca de 0.0001 %, y la cantidad de acetileno es acerca de 0.0003 %). Estos compuestos se precipitan lentamente en la superficie. Probablemente, también se incluyen tolinas, que son responsables del color marrón de Plutón (como la de algunos otros cuerpos en el sistema solar exterior).
El compuesto más volátil de la atmósfera de Plutón es el nitrógeno, el segundo es el monóxido de carbono y el tercero es el metano. El indicador de volatilidad es la presión de vapor saturada (sublimación de presión). A una temperatura de 40 K (cerca del valor mínimo de la superficie de Plutón) es alrededor de 10 Pa para el nitrógeno, 1 Pa por monóxido de carbono y 0.001 Pa para el metano. Se incrementa rápidamente con la temperatura, y en 60 K (cerca del valor máximo) se aproxima a 10 000 Pa, 3000 Pa y 10 Pa , respectivamente. Para los hidrocarburos más pesados que el metano, agua, amoníaco, dióxido de carbono y cianuro de hidrógeno, esta presión sigue siendo muy baja (alrededor del 10-5 Pa o aún menor), lo que indica ausencia de condiciones para la volatilidad en Plutón (al menos en la fría atmósfera inferior).
El metano y el monóxido de carbono, debido a su menor abundancia y la volatilidad, podría esperarse que demostraran más fuertes desviaciones de equilibrio de presión con los hielos superficiales y grandes variaciones temporales y espaciales de la concentración. Pero en realidad la concentración de, al menos, el metano, no depende notablemente de la altura (al menos, en la parte inferior de 20-30 km), la longitud y el tiempo. Sin embargo la dependencia de la temperatura de la volatilidad de metano y nitrógeno sugieren que la concentración de metano disminuirá durante el movimiento de Plutón más lejos del Sol. Es notable que la concentración observada de metano es de 2 órdenes de mayor magnitud que la esperada a partir de la ley de Raoult en función de su concentración en la superficie de hielo, y la relación de la sublimación de las presiones de metano y nitrógeno. Las razones de esta discrepancia son desconocidas. Puede ser debido a la existencia de parches independientes de hielo de metano relativamente limpio, o debido a un incremento en el contenido de metano en la capa más alta mezclada con hielo.
Los cambios estacionales y orbitales resultados de la insolación en la migración de los hielos superficiales: se subliman en algunos lugares y condensan en otro. Según algunas estimaciones, causa cambios de varios metros en su espesor. Este (pero también los cambios en la geometría de visualización) se traduce en cambios apreciables de brillo y color de Plutón.
El metano y el monóxido de carbono, a pesar de su baja cantidad, son importantes para la estructura térmica de la atmósfera: el metano es un fuerte agente de calefacción  y el monóxido de carbono es un agente de enfriamiento (aunque la cantidad de este enfriamiento no está del todo claro).

## Neblinas o calimas

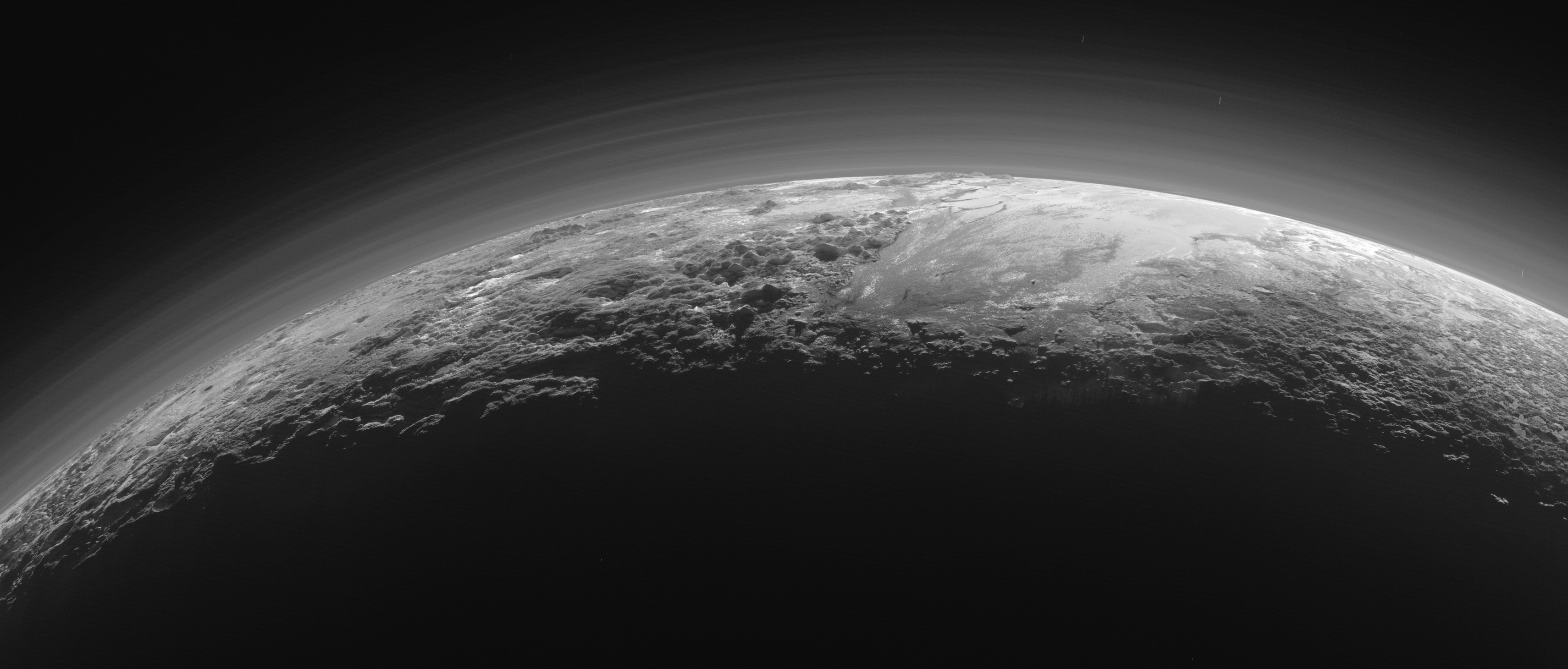
Capas múltiples de neblina en la atmósfera de Plutón. Una parte de la llanura Sputnik Planum con las montañas cercanas está vista abajo. Foto por New Horizons, tomada 15 min después de la aproximación más cercana a Plutón.

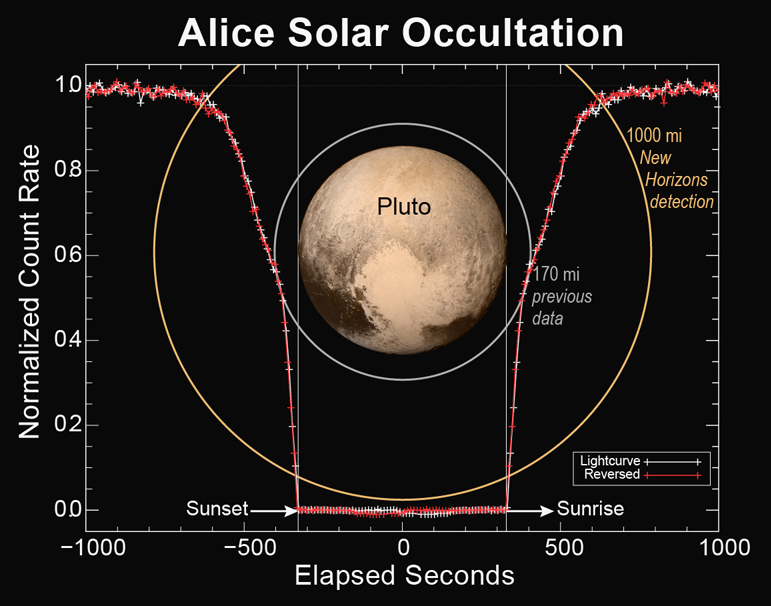
Curva de absorción de luz solar ultravioleta por la atmósfera de Plutón, medido durante vuelo de New Horizons a través de la sombra de Plutón. Una caída distintiva, creada, probablemente, por la bruma, está presente en ambas ramas decrecientes y crecientes.

New Horizons descubrió en la atmósfera de Plutón múltiples capas de neblina que cubre todo el planeta enano y que alcanza una altitud de 150 km. Probablemente, se compone de partículas de los compuestos no volátiles, que son sintetizados a partir de los gases atmosféricos bajo la influencia cósmica de alta energía de la radiación. Las capas se pueden formar debido a las ondas de gravedad (presencia de la que es sugerido también por las observaciones de ocultaciones).
A pesar de la muy baja densidad de la atmósfera, la niebla es bastante apreciable: aún dispersa la luz suficiente para dar la posibilidad de fotografiar algunos detalles de Plutón del lado nocturno. Su normal profundidad óptica es de unos 0.004 (por lo tanto, disminuye la intensidad haz vertical de la luz por 1–e-0.004=0.4 %, y para el pastoreo de luz esta cantidad podría ser mucho mayor). La escala de la altura de la bruma es 45-55 km; que aproximadamente coincide con la escala de la altura de la presión en el atmósfera media.
Probablemente, la bruma es la razón de una caída en la curva de intensidad de la luz frente al tiempo obtenido por New Horizons durante el vuelo a través de la sombra de Plutón  (en la imagen): por debajo de la altitud de 150 km de la atmósfera atenúa la luz mucho más fuerte que la anterior. Una similar caída, se observó durante la ocultación estelar en 1988. En primer lugar, también fue interpretado como un debilitamiento de la luz por la bruma. Además de eso, podría explicarse como resultado de la inversión de la temperatura, y algunos investigadores favorecieron esta versión. La altura de la capa, que creó la caída, relativa a la superficie fue imposible de determinar en esos momentos, debido a la incertidumbre del radio de Plutón. Pero fue posible calcular su distancia del centro de Plutón, y sustrayendo la estimación moderna del radio de Plutón se le da altura a 2±24 km, por lo que, esta "niebla" es indistinguible de la superficie de Plutón. Durante las próximas ocultaciones (cuando la atmósfera de Plutón ya era ≥2 veces más densa) esta caída estaba ausente.
Otra evidencia de la neblina se obtuvo en 2002, debido a una nueva ocultación: la parte de la luz estelar, que incluso en el medio del evento llegó a la Tierra (debido a la refracción en la atmósfera de Plutón), demostró un aumento de la intensidad con la longitud de onda. Esto fue interpretado como una confiable evidencia de la dispersión de la luz por un aerosol (similar a enrojecimiento de la salida del Sol). Pero esta característica estuvo ausente durante los próximos eclipses (incluyendo el 29 de junio de 2015), y el 14 de julio de 2015 New Horizons encontró que la neblina era azul.

## La temperatura y la estructura térmica
Plutón no tiene ninguna o casi ninguna troposfera; las observaciones de los Nuevos Horizontes sugieren una fina troposférica de la capa límite, en consonancia con los modelos , en el que predecía su espesor ≤1 km. por encima de él se establece una capa con un rápido incremento de la temperatura con la altura: la estratosfera. El gradiente de temperatura se estima en 2.2, 3-15 o 5.5 grados por km. Es un resultado de efecto invernadero, causado por el metano. La temperatura media de la superficie es de 42±4 K (medido en 2006), y el valor de la media para toda la atmósfera es de 90+25

−18 K (2008).
En la altura de 20 a 40 km de la temperatura alcanza su máximo (100-110 K; Estratopausa) y luego disminuye lentamente (alrededor de 0.2 K/km; la mesosfera). Las causas de esta disminución son claros; esto puede estar relacionado con la acción de enfriamiento del monóxido de carbono, cianuro de hidrógeno o por otras razones. Por encima de los 200 km se alcanza una temperatura de aproximadamente 80 K y, a continuación, permanece constante.
La temperatura de las capas superiores de la atmósfera no muestran cambios temporales notables. En 1988, 2002 y 2006 fue de aproximadamente constante e igual a 100 K (con la incertidumbre acerca de los 10 K), a pesar del aumento del doble de la presión. La dependencia de la latitud o las condiciones de mañana/tarde también está ausente: la temperatura es la misma por encima de toda la superficie. Es consistente con los datos teóricos, que predicen la rápida mezcla de la atmósfera. Pero hay evidencia de unas pequeñas heterogeneidades verticales de la temperatura. Se revelan en agudos y breves picos de brillo durante las ocultaciones estelares. La amplitud de estas heterogeneidades se estima en 0.5–0.8 K en la escala de unos pocos km. Pueden ser causadas por las ondas de gravedad o las turbulencias, lo cual puede estar relacionado con la convección o el viento.
La interacción con el ambiente influye en la temperatura de la superficie. Los cálculos muestran que la atmósfera, a pesar de la presión muy baja, puede disminuir significativamente las variaciones diurnas de la temperatura. Pero todavía quedan las variaciones de temperatura de alrededor de 20 K – en parte debido a la refrigeración de la superficie por la sublimación de los hielos.

## Presión

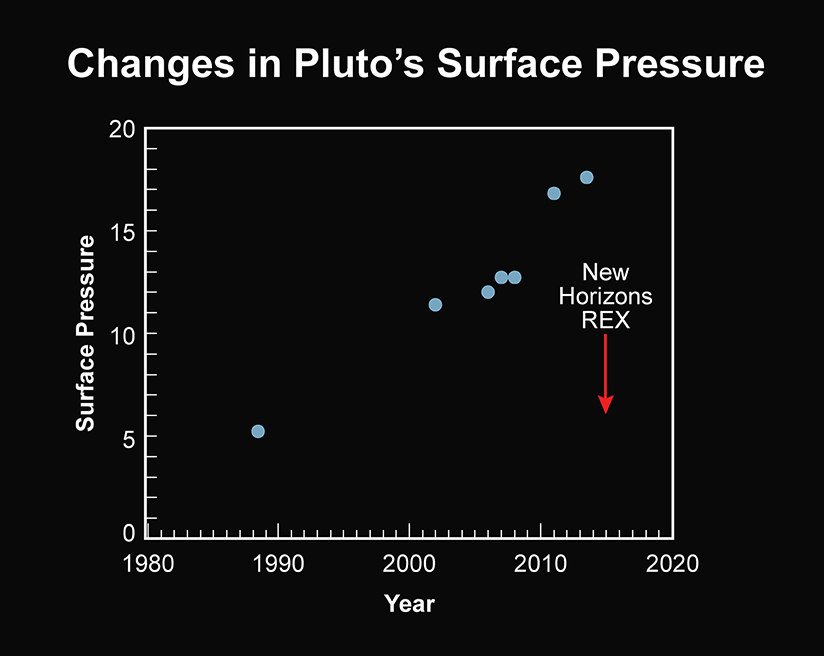
Cambio de presión de atmósfera de Plutón con tiempo. Resultados de espectáculo de puntos azules de Tierra-basó observaciones de occultations de estrellas, y medidas de espectáculos de flecha rojas de Horizontes Nuevos. La discrepancia del dato puede ser no-real, porque calibración de occultation el dato es un poco ambiguo.

La presión de la atmósfera de Plutón es muy baja y fuertemente dependiente del tiempo. Observaciones estelares de las ocultaciones por Plutón muestran que el aumento de alrededor de tres veces entre 1988 y 2013, a pesar de que Plutón se está alejando del Sol desde 1989. Esto es probablemente causado por el polo norte de Plutón entrando en la luz del Sol en 1987, lo cual intensificó la evaporación de nitrógeno desde el hemisferio norte, mientras que el polo sur está todavía demasiado caliente para la condensación de nitrógeno. Los valores absolutos de presión en la superficie son difíciles de obtener a partir de los datos de ocultación, debido a que estos datos no suelen llegar a las capas más bajas de la atmósfera. Así, la presión en la superficie tiene que ser extrapolada, y esto es un poco ambiguo, debido a que no está totalmente clara la dependencia de la altura de la temperatura y, en consecuencia, de la presión. El radio de Plutón también debe ser conocido, pero fue mal limitado antes de 2015. Así, los valores precisos de Plutón de la superficie de la presión eran imposibles de calcular en épocas anteriores. Para algunas ocultaciones desde 1988, la presión fue calculado para un nivel de referencia de 1275 km desde el centro de Plutón (que luego resultó ser de 88±4 km de la superficie).
Curvas de presión frente a la distancia desde el centro, obtenidos para las ocultaciones de 1988 y 2002, en combinación con el ahora conocido radio de Plutón (1187±4 km) dan valores de alrededor de 0.4 Pa para 1988 y 1.0 Pa para 2002. Datos espectrales dieron valores de  0.94 Pa en 2008 y 1.23 Pa en 2012 parr la distancia desde el centro de 1188 km (1±4 km de la superficie). Una ocultación del 4 de mayo de 2013 dio datos casi precisos para el nivel de la superficie (1190 km desde el centro, o 3±4 km de la superficie): 1.13±0.007 Pa. Una ocultación en 29/30 de junio de 2015, a solo dos semanas antes del encuentro con New Horizons, proporciona una presión en la superficie de 1.8±0.3 Pa.
Los primeros datos directos y fiables sobre la parte inferior de las capas de la atmósfera de Plutón fueron obtenidos por New Horizons en 14 de julio de 2015 gracias a las mediciones de radio-ocultación. La presión en la superficie se estimó en 1 Pa. Esto es consistente con datos de ocultacón de años anteriores, pero algunos de los cálculos basados en estos valores dieron resultados cerca de dos veces mayores. Es posible que la presión disminuyó abruptamente, o que la discrepancia es el resultado de los mencionados problemas con la calibración de los datos de la ocultación.
La altura de escala de presión en la atmósfera de Plutón varía significativamente con la altura (en otras palabras, la altura de la dependencia de la presión se desvía de la exponencial). Esto es causado por las fuertes variaciones de la altura de la temperatura. Para la parte inferior de la capa de la atmósfera de la escala de la altura es de unos 17-19 km, y para las alturas de 30 a 100 km — 50-60 km.

## Los cambios estacionales
Debido a la excentricidad orbital en el afelio, Plutón recibe 2,8 veces menos calor que en el perihelio., debería provocar fuertes cambios en su atmósfera, aunque los detalles de estos procesos no son claros. En primer lugar se pensó que en el afelio, la atmósfera debe en gran medida de congelarse y caer en la superficie (esto es sugerido por la fuerte dependencia de la temperatura de sublimación de la presión de sus compuestos), pero los modelos más elaborados predicen que Plutón tiene una importante atmósfera durante todo el año.
Como para 2015, Plutón se aleja del Sol (último paso por su perihelio fue el 5 de septiembre de 1989), y en general la iluminación de su superficie está disminuyendo. Pero la situación se complica por su gran inclinación axial (122.5°), que se traduce en largos días y noches polares en gran parte de su superficie. Poco antes del perihelio, de 16 de diciembre de 1987, Plutón sufrió el equinoccio, y su polo norte salió de la noche polar, que duró 124 años terrestres.
Los datos existentes en 2014, permitieron la construcción de estos modelos de los cambios estacionales en la atmósfera de Plutón. Durante el paso por su afelio (en 1865 por última vez) una cantidad significativa de la volatilidad de los hielos estaba presente en ambos hemisferios norte y sur. Aproximadamente en el mismo tiempo ocurrió el equinoccio, y en el hemisferio sur se inclinó su eje hacia el Sol. Los hielos locales comenzaron a emigrar hacia el hemisferio norte, y cerca de 1900, el sur se convirtió en gran parte desprovista de ellos. Después del equinoccio (1987) el hemisferio sur se alejó del Sol. Pero su superficie ya era sustancialmente climatizada, y su gran inercia térmica (proporcionado de hielo de agua no volátil) ralentizó considerablemente su enfriamiento. Es por eso que los gases, que ahora se evaporan de forma intensiva en el hemisferio norte, no se pueden rápidamente condensar en el sur, y que se acumulan en la atmósfera, aumentando su presión. En 2035-2050 el hemisferio sur se enfriará lo suficiente como para permitir la intensa condensación de los gases, y van a migrar desde el hemisferio norte, donde es día polar. Durará hasta el equinoccio cercano al afelio (alrededor de 2113). El hemisferio norte no perderá sus hielos volátiles completamente, y su evaporación suministrará a la atmósfera, incluso en el afelio. En general el cambio de la presión atmosférica en este modelo es de aproximadamente cuatro veces; el mínimo se alcanzó cerca de 1970 a 1980, y la máxima de cerca de 2030. Completo rango de temperatura es de solo varios grados.

## Escape de los gases atmosféricos

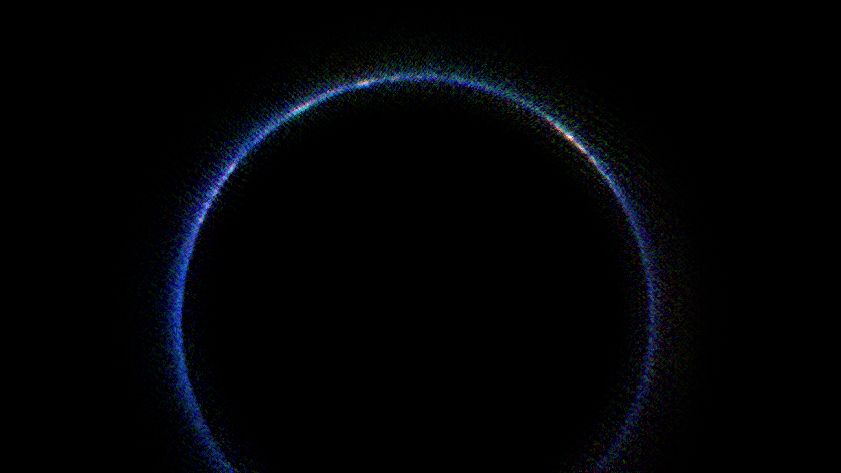
La atmósfera de Plutón en el infrarrojo (Nuevos Horizontes). Los parches blanquecinos son la luz solar rebota más reflexivo o áreas más suaves de la superficie de Plutón.

Los primeros datos sugeridos de New Horizons es que la atmósfera de Plutón pierde 1027-1028 de moléculas (de 50 a 500 kg) de nitrógeno por segundo, una cantidad correspondiente a la pérdida de la capa superficial de hielos volátiles de varios cientos de metros o varios kilómetros de espesor durante la vida del sistema solar. Sin embargo, los datos posteriores revelaron que esta cifra fue sobrestimada por al menos cuatro órdenes de magnitud; la atmósfera de Plutón está actualmente perdiendo solo 1x1023 moléculas nitrógeno y 5x1023 de metano cada segundo. Esto presume una pérdida de varios centímetros de hielo de nitrógeno y algunos metros de hielo de metano durante el tiempo de vida del sistema solar.
Las moléculas con velocidad suficiente alta, las cuales se escapan al espacio exterior, son ionizados por la radiación ultravioleta solar. Como el viento solar se encuentra con el obstáculo formado por los iones, es frenado y desviado, posiblemente formando una onda de choque de aguas arriba de la de Plutón. Los iones son "recogidos" por el viento solar y lo lleva en su flujo que rodea al planeta enano para formar una cola de iones o plasma. The Solar Wind around Pluto (SWAP) (El viento solar alrededor de Plutón en español) instrumento de la nave espacial New Horizons hizo las primeras mediciones de esta región donde los iones atmosféricos poseían baja energía poco después de su máximo acercamiento, el 14 de julio de 2015. Estas mediciones permitirán al equipo del SWAP determinar la velocidad a la que Plutón pierde su atmósfera y, a su vez, dar una idea o hipótesis sobre la evolución de la atmósfera de Plutón y de la superficie.

## Historia del estudio de la atmósfera de Plutón
Ya en la década de 1940, Gerard Kuiper buscó evidencia de la atmósfera en el espectro de Plutón, pero sin éxito. En la década de 1970, algunos astrónomos consideraban la hipótesis acerca de una densa atmósfera e incluso océanos de neón: de acuerdo con algunos puntos de vista de aquellos tiempos, todos los otros gases que son abundantes en el sistema solar se congelarían o se escaparían. Sin embargo, esta hipótesis se basó en gran medida a una masa de Plutón sobre valorada. No hay datos observacionales acerca de su atmósfera y la composición química que existía en esos tiempos.
La primera evidencia fuerte, a pesar de que la evidencia indirecta de la atmósfera apareció en 1976. Fotometría infrarroja de 4 metros del Telescopio Nicolás U. Mayall revela la presencia de hielo de metano en la superficie de Plutón, que debe evaporarse de manera significativa por las extremas temperaturas plutonianas.
La existencia de la atmósfera de Plutón fue demostrado debido a las ocultaciones de estrellas. Si las estrellas son ocultadas por un cuerpo sin atmósfera, su luz desaparece bruscamente, pero las ocultaciones por Plutón causan la caída de la luz de una forma gradual. Esto es principalmente debido a la refracción atmosférica (no absorción o dispersión). Las primeras de estas observaciones se realizaron en 19 de agosto de 1985 por Noé Brosch y Haim Mendelson del Observatorio Wise en Israel. Pero la calidad de los datos era bastante baja debido a las malas condiciones de observación que fueron desfavorables (además, la descripción detallada fue publicado solo 10 años más tarde). 9 de junio de 1988, la existencia de la atmósfera fue convincentemente demostrado por medio de observaciones de una nueva ocultación de 8 sitios (los mejores datos fueron obtenidos por la Observatorio de Kuiper Airbone). La escala de la altura de la atmósfera se midió, y se dio la posibilidad de calcular la razón de la temperatura en el sentido de masa molecular. La temperatura y la presión de los mismos eran imposible de calcular en ese momento debido a la ausencia de datos sobre la composición química de la atmósfera y de gran incertidumbre en el radio y la masa de Plutón.
La pregunta acerca de la composición se resolvió en 1992 debido a la exploración de espectro infrarrojo de Plutón en 3.8 metros del Telescopio infrarrojo del Reino Unido. La superficie de Plutón resultó ser cubierta principalmente por hielo de Nitrógeno. Ya que el nitrógeno es, además, más volátil que el metano, esta observación implícita la prevalencia de nitrógeno también en la atmósfera (aunque nitrógeno gaseoso no fue visto en el espectro). Junto a esto, una pequeña mezcla de hielos de monóxido de carbono fue descubierto. En el mismo año, observaciones de 3.0 metros de la NASA Infrared Telescope Facility reveló la primera evidencia concluyente de metano gaseoso.
Para la comprensión del estado de la atmósfera, sabiendo que la temperatura de la superficie es de vital importancia. Las mejores estimaciones se obtuvieron a partir de mediciones de emisión térmica de Plutón. Los primeros valores calculados en 1987 a partir de observaciones de IRA, fueron alrededor de 55-60 K, y siguiente resultado arrojó temperaturas de 30-40 K. En 2006, las observaciones de Submillimeter Array tuvieron éxito en la separación de las emisiones de Plutón y Caronte, y una temperatura media de la superficie de Plutón se midió alrededor de 42±4 K (-231±4 °C). Era aproximadamente 10 K más frío de lo esperado, tal vez, la diferencia es causada por el enfriamiento de la sublimación del hielo de nitrógeno. El resto de las obras reveló que la temperatura es muy diferente en regiones diferenciadas: de 40 a 55 a 60 K.
Cerca del 2000, Plutón entró en un rico campo de estrellas de la Vía Láctea, y va a persistir allí hasta la década de 2020. Las primeras ocultaciones estelares se observaron a partir de 1988 se observaron 20 de julio y 21 de agosto de 2002 por equipos dirigidos por Bruno Sicardy del Observatorio de París y James L. Elliot de MIT. La presión atmosférica resultó ser de alrededor de dos veces más que en 1988. La próxima ocultación se observó 12 de junio de 2006, y más tarde se pasó más a menudo. El procesamiento de estos datos muestra que la presión sigue aumentando. Una ocultación de una estrella excepcionalmente brillante, alrededor de diez veces más brillante que el mismo Plutón, se observó 29/30 de junio de 2015 – a solo dos semanas antes del encuentro de Nuevos Horizontes. La presión en la superficie se calculó que fue de 1.8±0.3 Pa.
El 14 de julio de 2015, la nave espacial New Horizons hizo las primeras exploraciones de la atmósfera de Plutón, desde una corta distancia, incluyendo mediciones de ocultaciones de radio y observaciones de debilitamiento de la radiación solar durante el vuelo a través de la sombra de Plutón. Proporcionó las primeras mediciones directas de los parámetros de la atmósfera inferior. La estimación preliminar de la presión en la superficie es de aproximadamente 1.0 Pa. Es casi dos veces menor que la de algunas de las anteriores estimaciones de ocultaciones estelares; las causas de esta discrepancia no están completamente claras todavía. Presencia de gases atmosféricos fue rastreado a la altitud de 1670 km.